# Space (Diskothek)

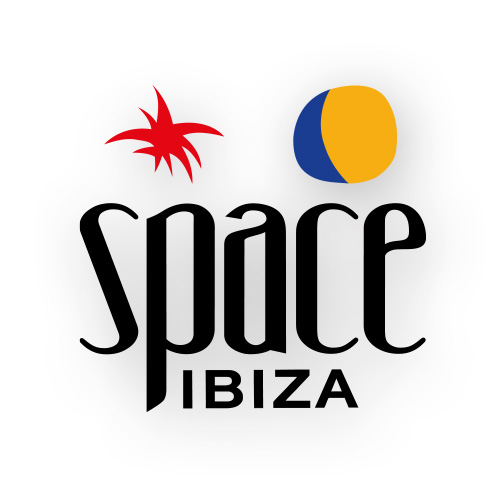
Logo des 1989 bis 2016 betriebenen Space

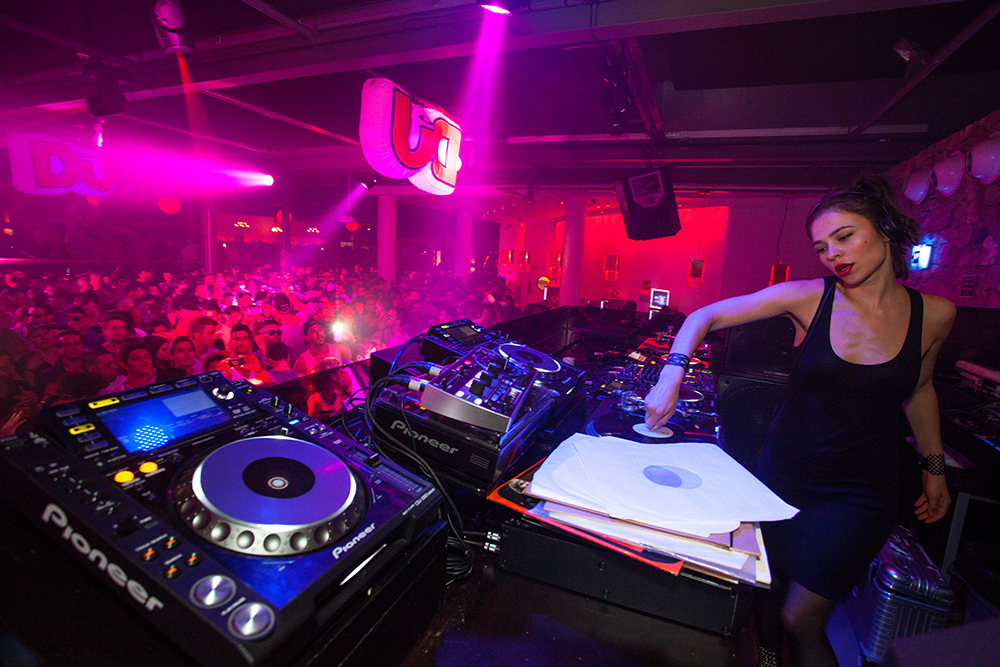
Nina Kraviz im Space

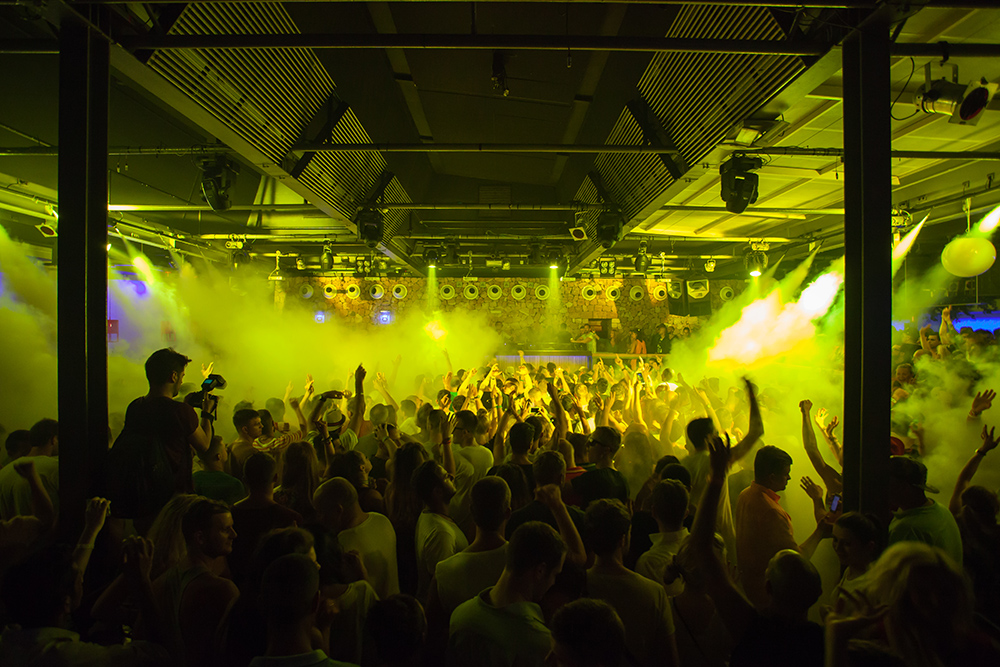
Terrasse (2014)

Das Space war eine Diskothek auf der spanischen Insel Ibiza, die von 1989 bis 2016 bestand. Seit 2017 residiert der Club Hï Ibiza in den Räumen.
Ab Juni 2024 ist eine Weiterführung der Marke Space als Club in Riccione, Italien geplant.

## Geschichte
Der Club wurde von Pepe Roselló gegründet, der 1963 seine Club-Karriere mit der Gründung des Playboy-Club in San Antonio gestartet hatte. Nachdem Mitte der 1980er Jahre Großdiskotheken wie das Pacha, Amnesia und El Divinio geöffnet hatten, eröffnete er das Space.
Die Diskothek lag in der Nähe der Stadt Ibiza direkt an einem der bekanntesten Strände Ibizas, der Playa d’en Bossa mit der dazugehörigen kostenlosen Strand-Diskothek Bora Bora. Das Space öffnete erst morgens um 8:00 Uhr, wenn die meisten anderen Clubs schlossen. Nachdem die spanischen Behörden strengere Gesetze erlassen hatten, durfte der Club seit der Saison 2008 allerdings erst um 16:30 Uhr öffnen, die Türen schlossen um 6:00 Uhr. Es gab einen großen Mainfloor sowie drei kleinere Floors und das Herzstück, die Terrasse. Die Soundanlage stammte von Funktion-One.
Der Club hatte, wie die anderen bekannten Diskotheken der Insel, viele Veranstaltungsreihen mit weltweit bekannten DJs anzubieten. We love Space war eine der bekannten Veranstaltungen, die jeden Sonntag stattfanden. Jeden Dienstag präsentierte Carl Cox mit Revolution eine weitere Partyreihe. Über den Sommer 2000 war der deutsche Technoclub zu Gast.
Bei der Schließung am 3. Oktober 2016 um 12:12 Uhr war der letzte Song, der von Carl Cox & Nic Fanciulli gespielt wurde, Angie Stone – Wish I didn't miss you (Pound Boys Stoneface Bootleg).

### Hï Ibiza
Im Mai 2017 wurde in den ehemaligen Räumlichkeiten des Space nach einer Modernisierung der Club Hï Ibiza unter der Leitung der Ushuaïa-Crew eröffnet. Im Hï Ibiza traten DJs wie Martin Garrix, Armin van Buuren oder David Guetta auf. Bereits in der Leserwahl 2018 des britischen DJ Mag wurde der Club in die Top 5 der Top100-Clubs gewählt.

### Space Riccione
Im Juli 2023 und im Februar 2024 wurde angekündigt, dass das Space als neuer Club in Riccione an der italienischen Adriaküste öffnen soll. Die Eröffnung ist für Juni 2024 geplant.

## Auszeichnungen
Das Space erhielt bei den International Dance Music Awards der Winter Music Conference die Auszeichnung Best Global Club im Jahr 2005, 2006 und erneut 2012, 2013 und 2014.
In der jährlichen Leserwahl „Top 100 clubs in the world“ des britischen DJ Mag wurde das Space in den Jahren 2007, 2011, 2012, 2014, 2016 und 2017 zum besten Club der Welt gekürt. Auch der Nachfolgeclub Hï Ibiza belegte bei dieser Leserwahl in den Jahren 2022, 2023 und 2024 den ersten Platz.